# Xã Ira, Michigan
Xã Ira (tiếng Anh: Ira Township) là một xã thuộc quận St. Clair, tiểu bang Michigan, Hoa Kỳ. Năm 2010, dân số của xã này là 5.178 người.